# Leorința
Leorința – wieś w Rumunii, w okręgu Marusza, w gminie Grebenișu de Câmpie. W 2011 roku liczyła 125 mieszkańców.